# Логинов, Борис Родионович
Борис Родионович Логинов (род. 8 апреля 1946, Москва) — советский и российский библиотечный деятель, специалист в области ИТ, кандидат технических наук, старший научный сотрудник.

## Биография
Родился 8 апреля 1946 года в Москве. После окончания средней школы в 1964 году поступил в МИФИ, который окончил спустя 5 лет факультет Кибернетики по специальности прикладная математика и был распределён в аспирантуру. В 1975 году защитил диссертацию канд. техн. наук. Работал на кафедре Кибернетики м.н.с., с.н.с., ст.преподавателем. С 1978 по 1986 год работал рук. лаборатории и отдела АСУ Минздрава СССР во ВНИИ социальной гигиены и организации здравоохранения имени И. Л. Семашко. Автор математической модели планирования подготовки врачебных кадров, которая использовалась в СССР, Чехословацкой ССР. В 1986 году назначен зам. директора по науке ВНИИ медицинской и медико-технической информации Минздрава СССР. С 1 января 1989 года министром назначен директором Государственной центральной научной медицинской библиотеки Минздрава СССР (ГЦНМБ). С 2001 по н. в. директор Центральной научной медицинской библиотеки Первого МГМУ им. И. М. Сеченова (правопреемник ГЦНМБ).
С 1996 года научный руководитель программы ЛИБНЕТ. С 2001 года ген дир АНО Национального информационно-библиотечного центра ЛИБНЕТ-создателя Сводного каталога библиотек России (СКБР). С 1988 по 2014 год вице-президент Российской библиотечной ассоциации (РБА), с 1988 по н.в. рук. секции автоматизации, форматов и каталогизации РБА
Научный руководитель автоматизированной библиотечной системы OPAC-Global.

## Научные работы
Основные научные работы посвящены библиотечным и информационным компьютерным технологиям.
- Разработчик и научный руководитель программы "Создание общероссийской компьютерной библиотечной сети ЛИБНЕТ" с 1996 по 2012 год.
- Разработчик теоретических основ и основатель в 2001 году систем "Сводный каталог библиотек России СКБР" и "Корпоративной каталогизации СКК" на базе Национального информационно-библиотечного центра ЛИБНЕТ
- Автор теоретических основ технологии Электронного библиотечного абонемента АБИС OPAC-Global (ЭБА) (Controlled Digital Lending). Впервые в России технология CDL была внедрена в промышленную эксплуатацию в Центральной научной медицинской библиотеке в 2014 году и в Тверской областной универсальной научной библиотеке им. А.М.Горького.в 2020 году.

## Членство в обществах
- Вице-президент РБА 1998-2013 гг.
- Председатель секции РБА "Автоматизация, каталогизация, форматы" 1998 по н.в.
- Член секции биомедицинских библиотек 1996—1998 год ИФЛА.